# Poznań Open 2025 - Doppio
Il doppio del torneo di tennis professionistico Poznań Open 2025, facente parte della categoria Challenger 100 nell'ambito dell'ATP Challenger Tour 2025, si è giocato dal 16 al 21 giugno a Poznań, in Polonia. Orlando Luz e Marcelo Zormann erano i detentori del titolo ma solo Zormann aveva scelto di partecipare in coppia con Mateus Alves.
In finale Sergio Martos Gornés e Vijay Sundar Prashanth hanno sconfitto Alexandru Jecan e Bogdan Pavel con il punteggio di 2–6, 7–5, [10–8].

## Teste di serie
1. Matwé Middelkoop /  Jean-Julien Rojer (semifinale)
2. Victor Vlad Cornea /  Karol Drzewiecki (quarti di finale)

1. Daniel Cukierman /  Piotr Matuszewski (primo turno)
2. Anirudh Chandrasekar /  Ramkumar Ramanathan (primo turno)

## Wildcard
1. Szymon Kielan /  Filip Pieczonka (primo turno)

1. Oskari Paldanius /  Alan Ważny (primo turno)

## Ranking protetto
1. Andrew Paulson /  Matěj Vocel (primo turno)

## Tabellone

### Legenda
| - Q = Qualificato - WC = Wild card - LL = Lucky loser | - ALT = Alternate - SE = Special Exempt - PR = Protected Ranking | - w/o = Walkover - r = Ritirato - d = Squalificato |

|  | Primo turno | Primo turno                  | Primo turno                  | Primo turno | Primo turno |  |  | Quarti di finale | Quarti di finale             | Quarti di finale         | Quarti di finale             | Quarti di finale |    |      | Semifinali | Semifinali                                  | Semifinali         | Semifinali                   | Semifinali |   |     | Finale | Finale | Finale | Finale | Finale |  |
|  |             |                              |                              |             |             |  |  |                  |                              |                          |                              |                  |    |      |            |                                             |                    |                              |            |   |     |        |        |        |        |        |  |
|  | 1           | M Middelkoop J-J Rojer       | M Middelkoop J-J Rojer       | 6           | 7           |  |  |                  |                              |                          |                              |                  |    |      |            |                                             |                    |                              |            |   |     |        |        |        |        |        |  |
|  |             | D Pichler S Walków           | D Pichler S Walków           | 4           | 64          |  |  | 1                | M Middelkoop J-J Rojer       | 3                        | 7                            | [11]             |    |      |            |                                             |                    |                              |            |   |     |        |        |        |        |        |  |
|  |             | M Karol M Vrbenský           | M Karol M Vrbenský           | 4           | 3           |  |  |                  | J Ingildsen T Pereira        | 6                        | 61                           | [9]              |    |      |            |                                             |                    |                              |            |   |     |        |        |        |        |        |  |
|  |             | J Ingildsen T Pereira        | J Ingildsen T Pereira        | 6           | 6           |  |  |                  |                              |                          |                              |                  |    |      | 1          | M Middelkoop J-J Rojer                      | 7                  | 6                            | [7]        |   |     |        |        |        |        |        |  |
|  | 4           | A Chandrasekar R Ramanathan  | A Chandrasekar R Ramanathan  | 65          | 4           |  |  |                  |                              |                          | S Martos Gornés VS Prashanth | 63               | 78 | [10] |            |                                             |                    |                              |            |   |     |        |        |        |        |        |  |
|  |             | M Alves M Zormann            | M Alves M Zormann            | 7           | 6           |  |  |                  | M Alves M Zormann            | 0                        | 7                            | [6]              |    |      |            |                                             |                    |                              |            |   |     |        |        |        |        |        |  |
|  |             | S Martos Gornés VS Prashanth | S Martos Gornés VS Prashanth | 6           | 6           |  |  |                  | S Martos Gornés VS Prashanth | 6                        | 63                           | [10]             |    |      |            |                                             |                    |                              |            |   |     |        |        |        |        |        |  |
|  |             | L Sanchez S Watanabe         | L Sanchez S Watanabe         | 3           | 2           |  |  |                  |                              |                          |                              |                  |    |      |            | Sergio Martos Gornés Vijay Sundar Prashanth | 2                  | 7                            | [10]       |   |     |        |        |        |        |        |  |
|  | WC          | S Kielan F Pieczonka         | 6                            | 5           | [7]         |  |  |                  |                              |                          |                              |                  |    |      |            |                                             |                    | Alexandru Jecan Bogdan Pavel | 6          | 5 | [8] |        |        |        |        |        |  |
|  |             | LD Martínez F Mena           | 3                            | 7           | [10]        |  |  |                  | LD Martínez F Mena           | LD Martínez F Mena       | 6                            | 6                |    |      |            |                                             |                    |                              |            |   |     |        |        |        |        |        |  |
|  |             | A Donski B Pujol Navarro     | A Donski B Pujol Navarro     | 6           | 6           |  |  |                  | A Donski B Pujol Navarro     | A Donski B Pujol Navarro | 2                            | 2                |    |      |            |                                             |                    |                              |            |   |     |        |        |        |        |        |  |
|  | 3           | D Cukierman P Matuszewski    | D Cukierman P Matuszewski    | 3           | 4           |  |  |                  |                              |                          |                              |                  |    |      |            | LD Martínez F Mena                          | LD Martínez F Mena | 4                            | 2          |   |     |        |        |        |        |        |  |
|  |             | A Jecan B Pavel              | A Jecan B Pavel              | 6           | 6           |  |  |                  |                              |                          | A Jecan B Pavel              | A Jecan B Pavel  | 6  | 6    |            |                                             |                    |                              |            |   |     |        |        |        |        |        |  |
|  | WC          | O Paldanius A Ważny          | O Paldanius A Ważny          | 4           | 4           |  |  |                  | A Jecan B Pavel              | 7                        | 4                            | [10]             |    |      |            |                                             |                    |                              |            |   |     |        |        |        |        |        |  |
|  | PR          | A Paulson M Vocel            | A Paulson M Vocel            | 4           | 65          |  |  | 2                | VV Cornea K Drzewiecki       | 64                       | 6                            | [7]              |    |      |            |                                             |                    |                              |            |   |     |        |        |        |        |        |  |
|  | 2           | VV Cornea K Drzewiecki       | VV Cornea K Drzewiecki       | 6           | 7           |  |  |                  |                              |                          |                              |                  |    |      |            |                                             |                    |                              |            |   |     |        |        |        |        |        |  |